# B’z The Best „ULTRA Treasure”
B’z The Best „ULTRA Treasure” – dziewiąta kompilacja japońskiego zespołu B’z, wydana 17 października 2008 roku. Album został wydany w dwóch edycjach: regularnej (3CD) i limitowanej (2CD+DVD). Osiągnął 1 pozycję w rankingu Oricon i pozostał na liście przez 56 tygodni, sprzedał się w nakładzie 614 376 egzemplarzy. Zdobył status podwójnej platynowej płyty, utwór Itsuka mata kokode zdobył status złotej płyty.

## Lista utworów
| DISC 1 |                                                                |      |
| Nr     | Tytuł                                                          | Czas |
| 1.     | „Blowin’ -ULTRA Treasure Style-”                               | 3:57 |
| 2.     | „Wonderful Opportunity”                                        | 4:38 |
| 3.     | „Mō ichido kiss shitakatta” (jap. もう一度キスしたかった)      | 4:39 |
| 4.     | „TIME”                                                         | 4:57 |
| 5.     | „KOI-GOKORO” (jap. 恋心 (KOI-GOKORO))                          | 3:48 |
| 6.     | „RUN”                                                          | 3:52 |
| 7.     | „Sayonara nanka wa iwasenai” (jap. さよならなんかは言わせない) | 4:29 |
| 8.     | „Gekkō” (jap. 月光)                                            | 5:31 |
| 9.     | „Koi ja naku naru hi” (jap. 恋じゃなくなる日)                  | 4:50 |
| 10.    | „Don’t Leave Me”                                               | 4:23 |
| 11.    | „LOVE IS DEAD”                                                 | 5:48 |
| 12.    | „Haru” (jap. 春)                                               | 5:39 |
| 13.    | „MOTEL”                                                        | 4:23 |
| 14.    | „YOU & I”                                                      | 4:07 |
| 15.    | „Yumemi ga oka” (jap. 夢見が丘)                                | 4:41 |
| 16.    | „Kienai niji” (jap. 消えない虹)                                | 3:37 |
| DISC 2 |                                                                |      |
| Nr     | Tytuł                                                          | Czas |
| 1.     | „Brotherhood”                                                  | 5:44 |
| 2.     | „„Swimmer yo!!” (jap. スイマーよ!! Suimā yo!!)                 | 3:19 |
| 3.     | „„Happiness” (jap. ハピネス Hapinesu)                          | 4:51 |
| 4.     | „"ONE”                                                         | 4:10 |
| 5.     | „"F・E・A・R -2008 Mix-”                                       | 3:47 |
| 6.     | „„Nagai ai” (jap. ながい愛)                                    | 5:35 |
| 7.     | „ROCK man”                                                     | 3:50 |
| 8.     | „DEVIL”                                                        | 3:35 |
| 9.     | „New Message”                                                  | 3:37 |
| 10.    | „„Arakure” (jap. アラクレ)                                     | 3:26 |
| 11.    | „„Yuruginai mono hitotsu” (jap. ゆるぎないものひとつ)          | 4:37 |
| 12.    | „„Pierrot” (jap. ピエロ Piero)                                 | 3:12 |
| 13.    | „„BURN -Fumetsu no Face-” (jap. BURN -フメツノフェイス-)       | 3:50 |
| 14.    | „Home”                                                         | 4:08 |
| 15.    | „„Glory Days” (jap. グローリーデイズ Gurōrī Deizu)             | 4:26 |
| DISC 3 |                                                                |      |
| Nr     | Tytuł                                                          | Czas |
| 1.     | „Itsuka mata kokode” (jap. いつかまたここで)                   | 5:34 |

## Notowania
| Lista                       | Pozycja |
| --------------------------- | ------- |
| Oricon Daily Albums Chart   | 1       |
| Oricon Weekly Albums Chart  | 1       |
| Oricon Monthly Albums Chart | 2       |
| Oricon Yearly Albums Chart  | 16      |